# William Gainsburgh
William Gainsburgh (auch Gainsborough oder of Gainsborough) OFM (* um 1260; † 17. September 1307 in Beauvais) war ein englischer Ordensgeistlicher und Diplomat. Ab 1302 war er Bischof von Worcester.

## Herkunft und Aufstieg zum Provinzialminister der Franziskaner
Die Herkunft von Gainsburgh ist ungeklärt, doch vermutlich stammte er aus Gainsborough in Lincolnshire. 1300 setzte er sich beim König für einige Einwohner der Stadt ein, die wegen eines Verbrechens in York verhaftet worden waren, was seine Verbundenheit mit der Stadt zeigt. Erstmals wird Gainsburgh als Student in der Franziskanerniederlassung in Oxford erwähnt. Sein Studium schloss er vermutlich 1284 oder 1285 als Magister ab. Am 1. August 1285 wurde er Generalvikar des Provinzialministers der Franziskaner in England. Bereits am 8. September 1285 wurde er vom Ordenskapitel in Cambridge zum zwölften Provinzialminister des Ordens gewählt. In dieser Funktion nahm er 1289 am Generalkapitel des Ordens in Assisi teil. Dazu förderte er die Karriere von Duns Scotus, ohne dass es aber zu einer engeren Beziehung zwischen den beiden kam. Vor 1292 hatte er den Grad eines Doktors der Theologie erworben, und von 1292 bis 1294 diente er als Regens der Franziskaner in Oxford.

## Dienst für den englischen König
Seite Tätigkeit als Regens wurde durch seinen Dienst für den englischen König Eduard I. unterbrochen. Bereits 1297 hatte er den Feldzug des Königs nach Flandern begleitet. Am 5. Februar hatte der König Gainsburgh und John Lovel zurück nach England geschickt, um dort weitere finanzielle Unterstützung einzufordern. Im Oktober und November 1292 begleitete er den König nach Berwick, wo er einer Kommission angehörte, die die Oberherrschaft des englischen Königs über Schottland begründen sollte. 1294 protestierte er zusammen mit dem früheren Provinzial des Dominikanerordens, Hugh of Manchester, als der französische König Philipp IV. die unter englischer Herrschaft stehende Gascogne besetzte. 1295 nahm er erneut am Generalkapitel in Assisi teil, doch dabei diente er auch als Bote des englischen Königs, der dafür für seine Reisekosten aufkam. Er gehörte nun dem Kronrat an und nahm 1295 und 1297 an Parlamenten in Westminster teil. In den nächsten Jahren verhandelte er zusammen mit John de Pontoise, dem Bischof von Winchester, mit Frankreich, über eine Beendigung des Krieges um die Gascogne. 1299 konnten sie den Vertrag von Montreuil aushandeln, nach dem Eduard I. Margarete, eine Schwester des französischen Königs, heiratete. Gainsburgh wurde später Testamentsvollstrecker von John de Pontoise. 1299 begleitete er auch Hugh of Hartlepool, den neuen Provinzialminister der Franziskaner, zu einem Generalkapitel des Ordens nach Lyon. 1300 gehörte er der englischen Gesandtschaft an, die den Schlichtungsspruch von Papst Bonifatius VIII. entgegennahm, um den Krieg zwischen England und Frankreich endgültig zu beenden. Der Papst behielt Gainsborough anschließend in Rom, wo er im Papstpalast theologische Vorträge hielt. Dabei diente er aber auch als Gesandter des englischen Königs, der ihm £ 68 für seine Kosten in Rom zahlte.

## Bischof von Worcester

### Ernennung zum Bischof
Nach dem Tod von Bischof Giffard im Januar 1302 wählten die Mönche des Kathedralpriorats von Worcester John of St Germans zum neuen Bischof der Diözese Worcester. Robert Winchelsey, der Erzbischof von Canterbury, lehnte aber die Wahl von St Germans ab, worauf die Kurie diesen anwies, auf das Amt zu verzichten. An seiner Stelle ernannte der Papst am 24. Oktober 1302 Gainsburgh zum neuen Bischof. Er wurde am 25. November in Rom von Kardinal Leonardo Patrasso zum Bischof geweiht. Im Februar 1303 erschien Gainsborough vor Eduard I. in Windsor Castle. Der König zwang ihn, die Klauseln der päpstlichen Ernennungsbulle zu widerrufen, nach der der Papst die Temporalien der Diözese vergab. Dazu wurde Gainsburgh zur Zahlung einer Strafe von 1000 Mark verurteilt, weil er die Klauseln der päpstlichen Bulle akzeptiert hatte. Die Strafe wurde ihm aber 1306 erlassen. Aus Geldmangel musste Gainsborough seine Inthronisation in Worcester verschieben. Er versuchte, sich Geld vom Kathedralpriorat zu leihen, dass ihm aber nur  £ 20 anstelle der gewünschten  £ 50 leihen konnte. Schließlich konnte die feierliche Inthronisation erst am 9. Juni 1303 in Anwesenheit der Bischöfe Richard Swinfield von Hereford und John Monmouth von Llandaff stattfand.

### Tätigkeit als Bischof
Trotz seines Amtes als Bischof stand Gainsburgh häufig weiter im Dienst des Königs, so dass er seinen Aufgaben als Bischof nicht nachkam. Am 26. und 27. September 1303 führte er eine Visitation des Kathedralpriorats durch und erließ Vorschriften, die später im Urkundenregister von seinem Nachfolger Bischof Montagu aufgenommen wurden. Er ahndete mehrere Fälle, in denen Geistliche aus Worcester Absolutionen missbräuchlich erteilten. Sonst sind aber nur wenige Aktivitäten von ihm in Worcester bekannt. Er kündigte im September 1306 eine weitere Visitation an, die aber wahrscheinlich nicht mehr erfolgte. Auch besuchte er offenbar kaum die Gemeinden seiner Diözese, und von ihm sind nur siebzehn Ordinationen bekannt. Dazu diente er als Vertreter der Rechte der Orden der Franziskaner und Dominikaner in England.

### Weiterer Dienst für den König und Tod
Stattdessen nahm Gainsburgh im Februar und September 1305 an zwei Parlamenten in Westminster teil. Von Herbst 1305 bis Mitte März 1306 unternahm er eine Reise zum neu gewählten Papst Clemens V., dabei musste er diesen um einen Dispens bitten, damit die zahlreichen Ordinationen seines Amtsvorgängers Giffard für gültig erklärt wurden. Für die Zeit seiner Abwesenheit ernannte er am 17. Oktober 1305 seinen Kanzler Master Walter Wotton zum Generalvikar, der damit der erste bekannte Generalvikar der Diözese Worcester ist. Wotton legte am 21. Oktober ein eigenes Urkundenregister an. Als Gainsburgh nach fünfmonatiger Reise nach Worcester zurückkehrte, war er in solcher Geldnot, dass er den Prior des Kathedralpriorats bitten musste, ihm ein Pferd zur Verfügung zu stellen. Der Prior überließ ihm ein Hoel genanntes kleines und dünnes Pferd. Von Weihnachten 1306 bis Ostern 1307 war Gainsburgh erneut unterwegs, da er im Januar an einem nach Carlisle einberufenen Parlament teilnahm. Während des Parlaments brachte er zwei Petitionen ein, mit denen er die geistliche Hoheit über St Oswald’s, eine königliche Eigenkirche bei Gloucester beanspruchte. Während dieser und seiner folgenden Abwesenheit hatte Gainsburgh allerdings anstelle des verstorbenen Wotton keinen neuen Generalvikar ernannt, sondern seinem Offizial John de Rodberrow besondere Vollmachten erteilt. Im Juli 1307 brach Gainsburgh zu einer erneuten Reise zur Kurie auf, doch auf der Rückreise starb er in Beauvais. Er wurde im dortigen Franziskanerkonvent beigesetzt.

## Ruf als Gelehrter
Gainsburghs Ruf als bekannter und angesehener Gelehrter kann nicht überprüft werden, da kaum Schriften von ihm erhalten sind. Aus seiner Zeit als Regens in Oxford stammt eine Predigt, die in der Bibliothek der Kathedrale von Worcester verwahrt wird. Nach John Bale, einem Altertumsforscher des 16. Jahrhunderts, hatte er Schriften wie Questiones subtiles, Disceptationes quaedam und mehrere Predigten verfasst, doch er liefert keine Incipit. Nach dem Altertumsforscher John Leland stammen von Gainsburgh mehrere Questiones, die vor der Reformation in Buckfast Abbey verwahrt wurden.